# Leandro Pimentel
Leandro "Brasa" Pimentel (Brasília, 11 de abril de 1977) é um jogador profissional de pôquer brasileiro.
Brasa foi patrocinado pelo Full Tilt Poker e já foi comentarista dos programas Poker After Dark nos canais BandSports e People and Arts, além de ter sido também comentarista do programa Tower Torneos no canal FX.
Brasa é também considerado um dos pioneiros do poker paulista e brasileiro, tendo iniciado o CPH - Circuito Paulista de Hold'em ao lado de Leo Bello, em Campinas, no ano de 2005, quando também foi o campeão desta temporada de estréia. No ano seguinte, Brasa também viria a conquistar o titulo do BSOP - Brazilian Series of Poker, liderando a pontuação no ranking desta série se tornando o primeiro Campeão Brasileiro de Poker.
Seu resultado mais importante foi no ano de 2007, ao ser o primeiro brasileiro a chegar a uma mesa final na  World Series of Poker (WSOP), em um evento de NL Hold'em de US$1.500, quando terminou em quarto lugar, ganhando US$189.249,00. Um ano depois Brasa foi contratado como profissional do time de estrelas do site Full Tilt Poker.

## Biografia e carreira
Leandro "Brasa" Pimentel nasceu em Brasília, em 1977. Começou a jogar poker aos quatorze anos de idade, apenas por diversão. Mais tarde, formou-se em Relações Internacionais, mas em 2005, aos 28 anos, tornou-se profissional no jogo e desde então contribui para o crescimento do esporte, lutando pela sua regularização e pela divulgação de seus princípios.
Primeiro brasileiro a fazer uma mesa final em um evento do Mundial de Poker (WSOP - World Series of Poker), foi campeão brasileiro em 2006 (Brazilian Series of Poker) e campeão do Circuito Paulista em 2005. Participou de torneios de renome, como o WSOP e WPT (World Poker Tour). Com a empresa Nutzz criou o BSOP (Brazilian Series of Poker) e o Circuito Paulista de Texas Hold'em.

## Principais resultados
| Ano  | Torneio                                                             | Prêmio      | Pos.    | Ref. |
| ---- | ------------------------------------------------------------------- | ----------- | ------- | ---- |
| 2007 | WSOP - $ 1,500 No Limit Hold'em                                     | US$ 189.249 | 4º      |      |
| 2008 | PokerStars - $109+R NL Hold'em $70, 000 guaranteed                  | US$ 20.295  | Campeão |      |
| 2008 | PartyPoker - Friday Night Party $50k Gtd Special                    | US$ 13.500  | Campeão |      |
| 2008 | Full Tilt Poker - $535 Hold'em No Limit                             | US$ 184.000 | Campeão |      |
| 2008 | LAPT - $ 2,500 No Limit Hold'em - LAPT                              | US$ 7.660   | 23º     |      |
| 2009 | PCA - Bahamas (EPT) - $ 9,700 No Limit Hold'em - Main Event         | US$ 17.500  | 117º    |      |
| 2009 | PokerStars - $215+R NL Hold'em $200,000 guaranteed                  | US$ 17.000  | 4º      |      |
| 2010 | Golden Nugget Las Vegas - $ 50,000 World Team Poker Inaugural Event | US$ 14.266  | 2º      |      |
| 2010 | WSOP - $ 10,000 Pot Limit Omaha Championship                        | US$ 24.815  | 22º     |      |
| 2011 | BSOP Rio de Janeiro - R$ 1,520 + 230 No Limit Hold'em - Main Event  | US$ 11.242  | 8º      |      |
| 2013 | BSOP Millions - R$ 9,100 + 900 No Limit Hold'em - Super High Roller | US$ 10.159  | 9º      |      |
| 2016 | BSOP Rio Quente - R$ 7,000 No Limit Hold'em - High Roller           | US$ 35.072  | 1º      |      |
| 2017 | BSOP Millions - R$ 5,000 Pot Limit Omaha - 6-Handed (Event #10)     | US$ 9.969   | 6º      |      |
| 2023 | LAPT Foz do Iguaçu - R$ 7,500 LAPT Main Event                       | US$ 23.269  | 4º      |      |